# Zonopterus bosschae
Zonopterus bosschae är en skalbaggsart som beskrevs av Conrad Ritsema 1894. Zonopterus bosschae ingår i släktet Zonopterus och familjen långhorningar. Inga underarter finns listade i Catalogue of Life.